# Brezik (Srebrenik)
Pour les articles homonymes, voir Brezik.
Brezik (en cyrillique : Брезик) est un village de Bosnie-Herzégovine. Il est situé dans la municipalité de Srebrenik, dans le canton de Tuzla et dans la fédération de Bosnie-et-Herzégovine. Selon les premiers résultats du recensement bosnien de 2013, il compte 426 habitants.

## Démographie

### Évolution historique de la population dans la localité
| 1948 | 1953 | 1961 | 1971 | 1981 | 1991 | 2013 |
| ---- | ---- | ---- | ---- | ---- | ---- | ---- |
| -    | -    | 316  | 478  | 452  | 357  | 426  |

|  |

### Communauté locale
En 1991, la communauté locale de Brezik comptait 1 656 habitants, répartis de la manière suivante :